# Travel Service
Travel Service war eine tschechische Charterfluggesellschaft mit Sitz in Prag und Basis auf dem Flughafen Prag.

## Unternehmen

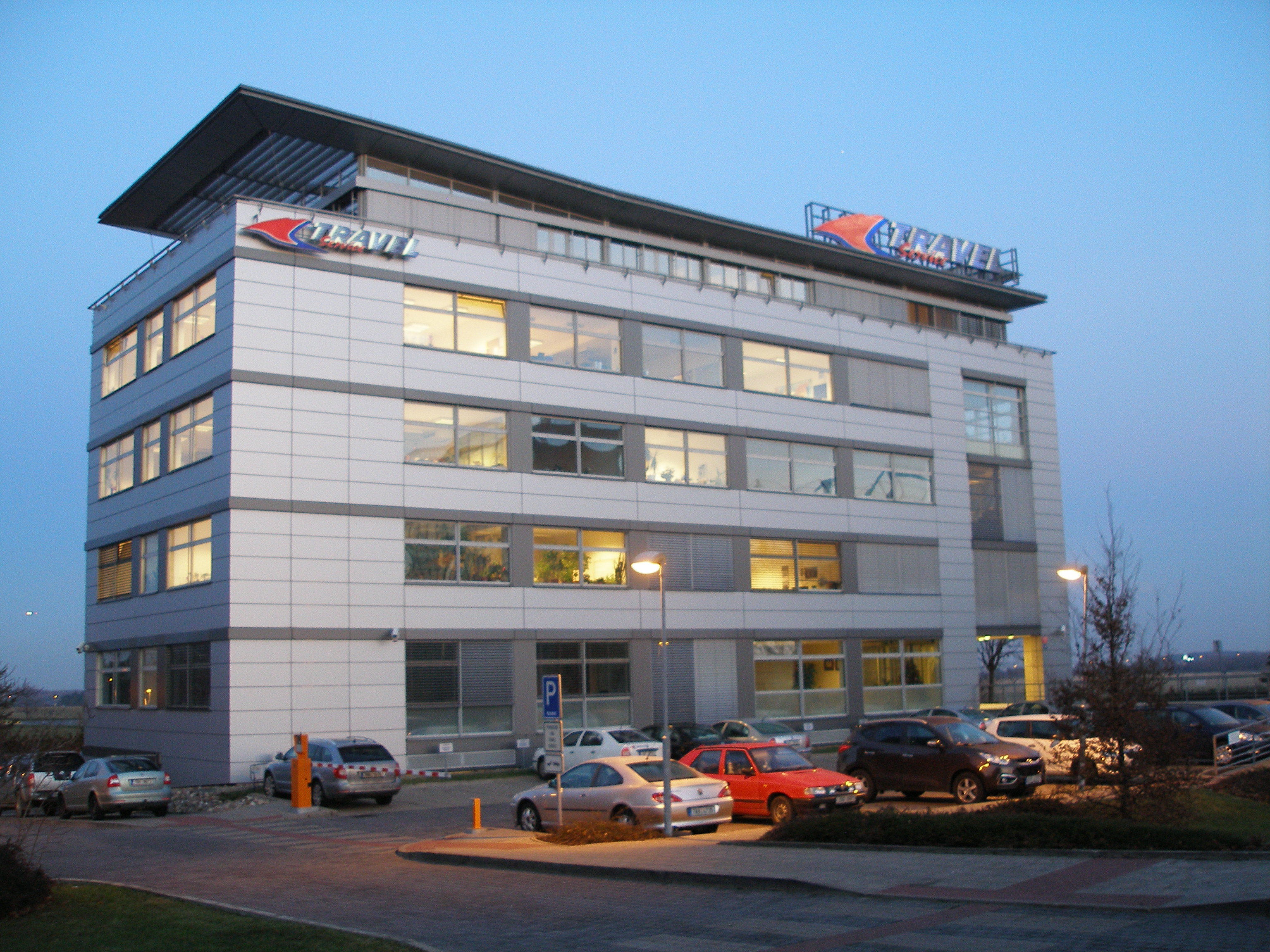
Hauptsitz der Travel Service in Prag

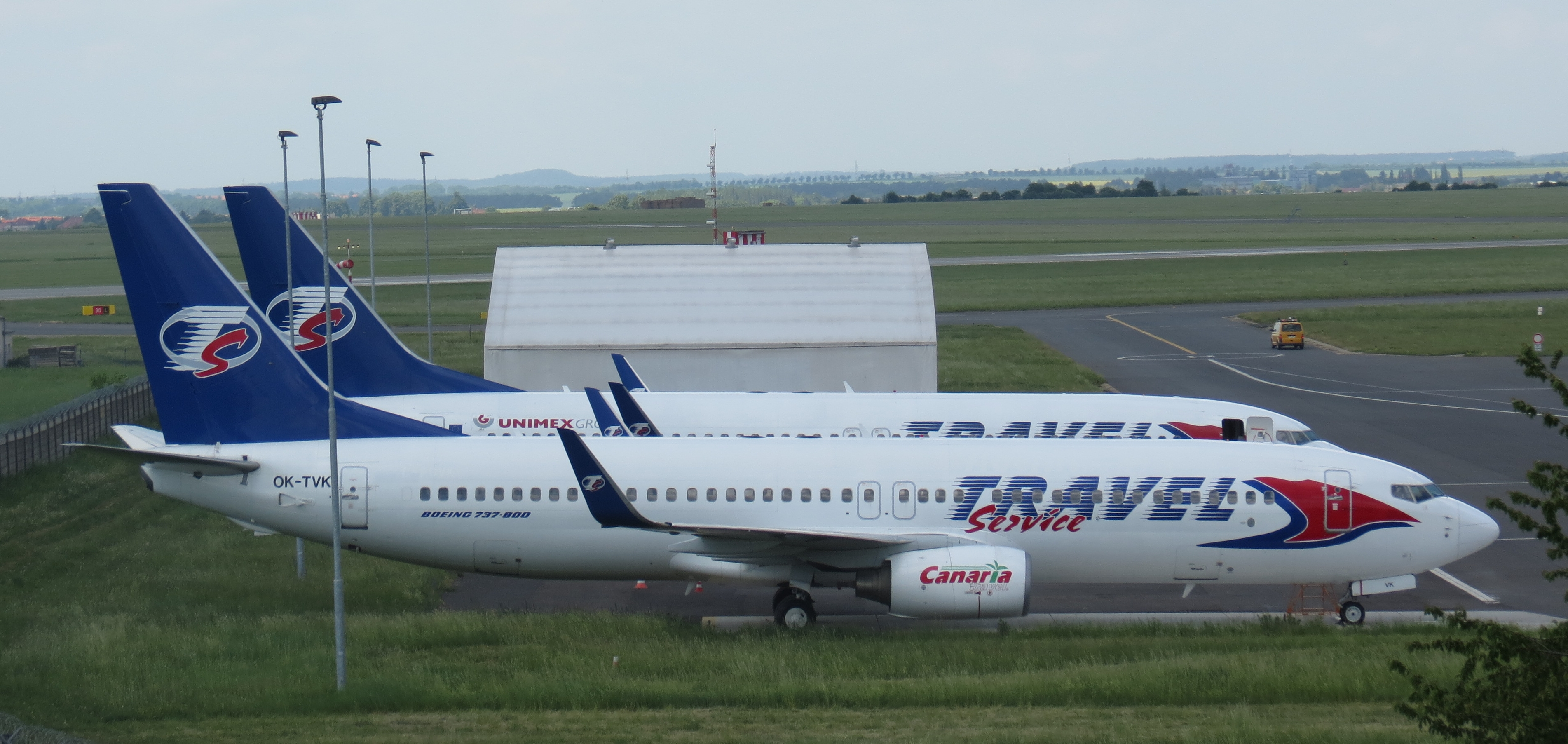
Zwei Boeing 737-800 der Travel Service in Prag

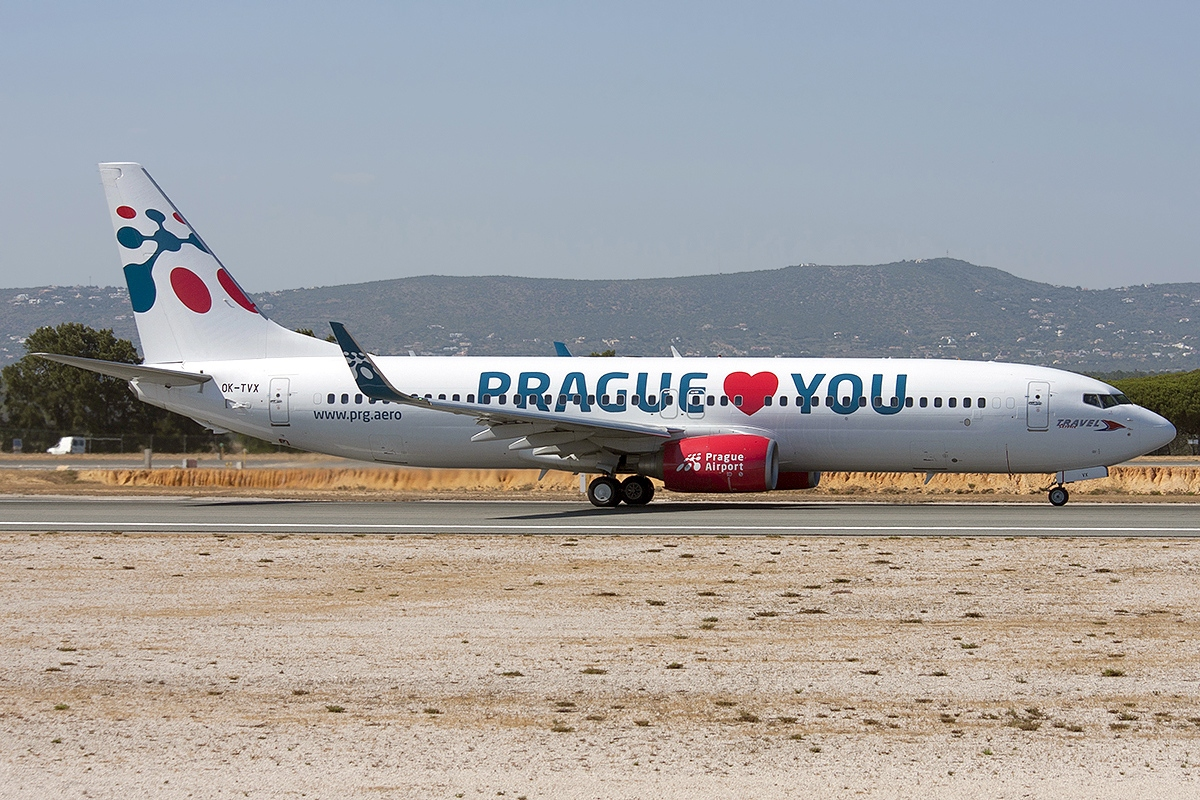
Boeing 737-800 der TVS mit dem Logo "Prague Loves You" (2013)

Travel Service wurde 1997 gegründet. 2001 folgte die erste Tochtergesellschaft Travel Service Hungary in Budapest; 2004 wurde Smart Wings als Billigfluggesellschaft mit Sitz in Prag gegründet. Des Weiteren besitzt Travel Service seit 2010 auch eine Tochtergesellschaft in der Slowakei, die gleichnamige Travel Service Slovakia.
Travel Service fliegt über 250 Flughäfen im Jahr an und transportierte 2008 2,3 Millionen Passagiere. Travel Service war eine Tochtergesellschaft der Icelandair, die 50,08 % am Unternehmen hielt. Das Unternehmen gehört seit Februar 2013 dem Mischkonzern Unimex Group; CEFC China Energy hält einen Minderheitsanteil von 49,92 %. 
Im August 2013 stornierte Travel Service die Bestellung über eine einzelne Boeing 787-8 zugunsten einer neuen Order über drei kleinere Boeing 737 Max. Anfang 2017 wurde die Bestellung auf insgesamt acht Maschinen erweitert.
Im Jahr 2018 wurde Travel Service in das Tochterunternehmen SmartWings integriert.

## Tochterunternehmen
Travel Service hat im Laufe der Zeit mehrere Tochtergesellschaften gegründet, hierzu zählen ihre Ableger im benachbarten Ausland, Travel Service Slovakia, Travel Service Hungary und Travel Service Polska sowie die tschechische Billigfluggesellschaft SmartWings.

## Basisdaten
| Millionen CZK         | 2005  | 2006  | 2007  | 2008  |
| --------------------- | ----- | ----- | ----- | ----- |
| Betriebserträge       | 4 391 | 4 844 | 5 818 | 6 511 |
| Betriebsergebnis      | 40    | 73    | 205   | 384   |
| Ergebnis nach Steuern | (25)  | 15    | 156   | 4     |
| Aktiva                | 1 074 | 1 205 | 1 564 | 2 226 |
| Eigenkapital          | 70    | 62    | 237   | 158   |
| Verbindlichkeiten     | 1 004 | 1 143 | 1 327 | 2 068 |

## Flotte
Mit Stand März 2019 besteht die Flotte der Travel Service aus neun Flugzeugen mit einem Durchschnittsalter von 9,3 Jahren:
| Flugzeugtyp      | Anzahl | bestellt | Anmerkungen |
| ---------------- | ------ | -------- | --- |
| Boeing 737-800   | 7      |          | - zwei betrieben für Air Transat - zwei betrieben für Sunwing Airlines - eine in Moravian-Silesian Region-Sonderbemalung |
| Boeing 737-900   | 2      |          | |
| Boeing 737 Max 8 |        | 8        | |
| Gesamt           | 9      | 8        | |